# متحف العبودية الدولي
متحف العبودية الدولي (بالإنجليزية: International Slavery Museum)‏ هو متحف يقع في مدينة ليفربول في إنجلترا يركز على تاريخ العبودية و تجارة الرقيق عبر التاريخ وهو جزء من متحف ميريسايد المائي، تم إنشائه في سنة 2007 ويحتوي على 3 أقسام، الأول يتكلم عن العبودية من غرب أفريقيا والتجارة خلالها والثاني يتكلم عن الحرب ضد العبودية والقسم الثالث يتكلم عن العنصرية والتمييز التي رافقت العبودية.